# Marc Romera Roca
Pour les articles homonymes, voir Romera.
Ne pas confondre avec le footballeur espagnol Marc Roca Junqué.
Marc Romera Roca (en catalan Marc Romera i Roca), né le 7 juillet 1966 à Barcelone, est un écrivain et critique littéraire espagnol.

## Biographie
Marc Romera i Roca est né en 1966 à Barcelone.
Il est membre fondateur et éditeur de LaBreu Edicions, une tâche qu’il fait coexister avec l’enseignement de la littérature. Il a été journaliste culturel à la radio et a pratiqué la critique littéraire dans le supplément culturel Quadern du journal El País, ainsi que dans le magazine Caràcters.
Après des débuts influencés par Gabriel Ferrater et J.V. Foix, les recueils de poèmes de Romera sont chacun un nouveau défi qui prétend explorer les limites où s’encadre sa poétique singulière. C’est à partir de La mel (Le Miel) (2001), que l’auteur atteint une voix propre qui, inchangée et toujours fidèle à une idée euphonique de la phrase, explore dans chaque livre des nouveaux formats pour exprimer sa dénonciation globale et pour développer son voyage à travers l’analyse de la condition humaine et du problème de la communication. La mel est une inversion de la messe des funérailles, une invitation au péché et à l’intensité vitale en format de carpe diem. Les alexandrins élégants et sonores de ce livre ouvrent la voie au vers libre, mais toujours musicalisé, de La pau del cranc (La Paix du crabe) (2002), où la figure du psychopathe est utilisée pour tracer l’image d’auto-exclusion du poète. Sont parus par la suite les poèmes concentrés et strictement octosyllabiques de L’aigua (L’Eau) (2008), une insistance dans le regard critique qui mêle la dénonciation à la fixation des instants essentiels, dans ce cas, par rapport à La mel, vêtus d’une patine de déception et de renoncement. En 2013 Marc Romera a gagné le prix Carles Riba de poésie avec La nosa (L’Entrave) (2014), un ouvrage qui a aussi obtenu le prix Josep Maria Llompart au meilleur livre de poésie publié dans l’année, dans le cadre des prix Cavall Verd, de Majorque. Ce recueil surgit de l’incommodité et prétend incommoder le lecteur, tout en le réconfortant par une très haute construction esthétique de langage. Il s’agit de cinquante poèmes en (fausse) prose contenant de nombreuses références littéraires (un trait commun à toute l’œuvre de Romera), dans lesquels la syntaxe se tend pour explorer ses limites, sans renoncer au rythme et a une présence de la musicalité qui souvent éclate en virtuosité verbale. Et c’est cette même voix, en configurant cette fois un obituaire dans le but de fixer le deuil, qui, dans Neu negra (Neige noire) (2016), se dépure et distille jusqu’à l’essentialité dans une alchimie qui transforme la douleur de la mort (il s’agit de celles du père et du maître, le poète Francesc Garriga Barata) en une expérience extrême d’expression lyrique.
En parallèle, mais avec un même sens du langage, Romera s’engage dans son trajet de romancier avec Mala vida (Mauvaise Vie) (2002), un roman générationnel au rythme trépidant, devenu livre de culte, qui brosse le portrait d’une jeunesse désorientée et soumise à l’inquiétude de celui qui n’a éprouvé que des facilités, qui est arrivé tard à presque toutes les luttes, et qui a tenté de compenser ces manques moyennant les drogues, le sexe, la paresse et la fête extrême. Amanida d’animals (Salade d’animaux) (2004) est une série d’exercices de style structurés en vingt contes dont les personnages appartiennent au catalogue usuel de Romera : des gens qui s’excluent d’eux-mêmes, qui ne peuvent pas assumer la normalité comme système de vie, ou qui se trouvent dans tel ou tel état d’incommunication. Le même type de situations et de personnages peuplent les contes de La intimitat (L’Intimité) (2008). Le roman érotique Les relacions virtuoses (Les Liaisons virtuoses) est paru en 2014. Il s’agit d’une recréation mise à jour des Liaisons dangereuses, de Pierre Choderlos de Laclos, dans laquelle les limites de l’érotisme et de la pornographie se combinent en une dialectique de la séduction, d’un côté, et de la manipulation et la duperie, de l’autre, dans le cadre des nouveaux réseaux sociaux. Toutefois, Les relacions virtuoses est un roman érotique qui ne renonce pas aux exigences littéraires de l’auteur, et qui met la barre très haut dans l’utilisation du langage, surtout quand on le compare avec la plupart des titres du genre.

## Œuvres

### Poésie
- Al balcó hi penja un bosc de colobres mesquines. Bosc de colobres, Òmnium Cultural, Reus, 1986.
- Genolls de fum. Llibres del Mall, Barcelone, 1988.
- Disfresses. Columna: Barcelone, 1990.
- La mandra. Columna: Barcelone, 1994.
- La mel. Cafè Central / Eumo, Barcelone / Vic, 2002.
- La pau del cranc. Empúries / Ed. 62, Barcelone, 2002.
- L'aigua. Alabatre, LaBreu Edicions, Barcelone, 2008.
- La nosa. Proa, Barcelone, 2013.
- Neu negra. Alabatre, LaBreu Edicions, Barcelone, 2016.
- Rock & Roll, LaBreu Edicions, Barcelone, 2016.

### Roman
- Mala vida. Angle, 2002.
- Amanida d'animals. Angle, 2004 (recull de contes).
- La intimitat. Empúries, 2008 (recull de contes).
- Les relacions virtuoses. RBA / La Magrana, 2014.

## Prix
- 1986 : Premi Literaris Baix Camp. Gabriel Ferrater de poesia per Al balcó hi penja un bosc de colobres mesquines
- 1988 : Premi Amadeu Oller per Genolls de fum
- 1989 : Premi Martí Dot per Disfresses
- 1992 : Premi Bufar i fer ampolles de Berga per Hivern de mar
- 1993 : Premi de Poesia Josep Maria López Picó (ca) per La Mandra
- 2002 : Premi de poesia Sant Cugat a la memòria de Gabriel Ferrater per La pau del cranc[2]
- 2013 : Premi Carles Riba de poesia (ca) per La nosa[3]
- 2015 : Premi Cavall Verd (ca) per La nosa[1]